# Eublemma antemediana
Eublemma antemediana is een vlinder van de familie van de spinneruilen (Erebidae). De wetenschappelijke naam van deze soort is voor het eerst voorgesteld als Metachrostis antemediana door Hermann Hacker in een publicatie uit 2011.
De soort komt voor in Jemen.